# Julio Lores
Julio Lores Colán (Huaral, 15 de septiembre de 1908-15 de julio de 1947) fue un futbolista peruano nacionalizado mexicano. Jugó de delantero y sus equipos fueron el Ciclista Lima en Perú, Club Necaxa y Club América en México. Fue internacional con las selecciones de fútbol del Perú y México. 
Es el primer caso registrado de un futbolista peruano en el extranjero. Es ídolo histórico del Club Necaxa de México, donde estuvo once años seguidos (1929-1938) y logró conseguir cinco títulos, también fue goleador de la primera división de México en 1931 y 1932.

## Biografía
Nació en la ciudad de Huaral en 1908. Fue hijo del tusán Hermenegildo Lores Espinoza y de Aurora Colán Ramírez.

## Trayectoria
Fue el primer peruano en ganar un título jugando en tierras extranjeras, así como goleador con el Necaxa en la temporada 1931-32 y en la 1932-33. Fue campeón de la Temporada 1932-1933 junto con sus compañeros Ernesto Pauler, Antonio Azpiri, Marcial Ortiz, Guillermo Ortega, Ignacio Ávila, Vicente García, Gumercindo López, José Ruvalcaba, Gumercindo López y Luis «Pichojos» Pérez, jugando la final contra el Atlante, con resultado final de 9-0 a favor del Necaxa.  
Según contó su padre, Hermenegildo Lores, alcalde de Huaral entre 1919-1920, la selección de México le había solicitado a su hijo ser parte del plantel en cara al Mundial de 1930. Julio Lores rechazó la propuesta y pidió que le avisen a la Federación Peruana de Fútbol que estaba dispuesto a vestir la camiseta del Perú. «Mi país antes que otro», comentó.
Fue convocado por el entrenador español Paco Bru a la selección peruana y lo hizo jugar en los dos partidos de Perú en la primera Copa del Mundo de la historia. Lastimosamente, no se hizo presente en el marcador. 
Julio, quien a la par trabajaba en las oficinas de fuerza eléctrica de la capital mexicana con un sueldo de 150 dólares mensuales, finalmente jugó por la selección de México entre 1935 hasta 1938. En ese lapso en el que Perú ni disputó eliminatorias, fue campeón en dos ediciones de los Juegos Centroamericanos y del Caribe.
Lores fue el primer extranjero naturalizado mexicano que vistió la camiseta de la selección mexicana en los Juegos Centroamericanos de El Salvador en 1935, cuando esta se formó a base del Club Necaxa. Anotó siete goles en cuatro juegos, aunque no pudo anotar en la final donde México ganó 2-0 a Costa Rica y conquistó la medalla de oro.  
Fue el primer peruano que jugó por la selección de otro país y el tercer futbolista peruano en la historia (junto a José Balbuena, que jugó por la selección de Chile, y Pedro Rodríguez, que lo hizo por la selección de Bonaire). Sin embargo, Lores ha sido el único de los tres que, aparte del otro país, también ha jugado por la selección peruana.  
Actualmente el Estadio Julio Lores Colán de Huaral, lleva en honor su nombre, al ser esta su ciudad natal.

## Clubes
| Club          | País   | Año       |
| ------------- | ------ | --------- |
| Ciclista Lima | Perú   | 1927-1929 |
| Club Necaxa   | México | 1929-1940 |
| Club América  | México | 1941-1942 |

## Participaciones internacionales

### Con la selección del Perú
| Mundial                        | Sede    | Resultado    |
| ------------------------------ | ------- | ------------ |
| Copa Mundial de Fútbol de 1930 | Uruguay | Primera Fase |

### Con la selección de México
| Competencia                              | Sede        | Resultado |
| ---------------------------------------- | ----------- | --------- |
| III Juegos Centroamericanos y del Caribe | El Salvador | Campeón   |
| IV Juegos Centroamericanos y del Caribe  | Panamá      | Campeón   |

## Palmarés
| Título      | Club        | País   | Año  |
| ----------- | ----------- | ------ | ---- |
| Liga Mayor  | Club Necaxa | México | 1932 |
| Copa México | Club Necaxa | México | 1932 |
| Liga Mayor  | Club Necaxa | México | 1934 |
| Copa México | Club Necaxa | México | 1935 |
| Liga Mayor  | Club Necaxa | México | 1937 |

### Campeonatos internacionales
| Título                                   | Club                | País   | Año  |
| ---------------------------------------- | ------------------- | ------ | ---- |
| III Juegos Centroamericanos y del Caribe | Selección de México | México | 1935 |
| IV Juegos Centroamericanos y del Caribe  | Selección de México | México | 1938 |

### Distinciones individuales
| Distinción                                                  | Año  |
| ----------------------------------------------------------- | ---- |
| Máximo goleador de la primera división de México (20 goles) | 1931 |
| Máximo goleador de la primera división de México (8 goles)  | 1932 |